# Serie A 2018-2019
La Serie A 2018-2019 è stata la 117ª edizione della massima serie del campionato italiano di calcio (l'87ª a girone unico), disputata tra il 18 agosto 2018 e il 26 maggio 2019 e conclusa con la vittoria della Juventus, al suo trentacinquesimo titolo, l'ottavo consecutivo.
Capocannoniere del torneo è stato Fabio Quagliarella (Sampdoria) con 26 reti.

## Stagione

### Novità
A sostituire Benevento, Verona e Crotone, retrocesse in Serie B nella stagione precedente, ci sono Empoli, tornato dopo una stagione d'assenza, Parma, che completa la sua scalata dalla Serie D alla Serie A dopo il fallimento nell'estate 2015, e Frosinone che ritorna nella massima serie da vincente dei play-off, dopo due stagioni d'assenza.
La regione più rappresentata è l'Emilia-Romagna con quattro squadre (Bologna, Parma, Sassuolo e SPAL). Con tre squadre ci sono Lombardia (Atalanta, Inter e Milan) e Lazio (Frosinone, Lazio e Roma); con due squadre a testa ci sono Liguria (Genoa e Sampdoria), Piemonte (Juventus e Torino) e Toscana (Empoli e Fiorentina); con una squadra ci sono Campania (Napoli), Friuli-Venezia Giulia (Udinese), Sardegna (Cagliari) e Veneto (Chievo).
In questa stagione per la prima volta la Lega Nazionale Professionisti Serie A introduce i Premi Lega Serie A, riconoscimenti ai migliori giocatori della stagione divisi in sei categorie, che vengono premiati con un trofeo durante l'ultima partita di campionato disputata in casa dalla propria squadra.

### Calendario e orari di gioco
La prima giornata del torneo si è giocata dal 18 al 20 agosto 2018, con 8 partite in luogo delle previste 10: in seguito alla tragedia che ha colpito Genova, con il crollo parziale del viadotto Polcevera, la Lega A ha infatti disposto - di comune accordo con le società liguri - il rinvio delle partite Milan-Genoa e Sampdoria-Fiorentina. Entrambi i recuperi sono stati programmati di mercoledì: Sampdoria-Fiorentina si è giocata il 19 settembre, Milan-Genoa il 31 ottobre. Si sono giocati 3 turni infrasettimanali, alle date del 26 settembre, 26 dicembre e 3 aprile 2019. Il campionato ha osservato un totale di 4 soste (9 settembre, 14 ottobre, 18 novembre 2018 e 24 marzo 2019) per gli impegni della Nazionale azzurra nella nuova Nations League e nell'inizio delle qualificazioni all'Europeo 2020; è rimasto inoltre fermo nelle prime due settimane del 2019, periodo occupato dagli ottavi di finale della Coppa Italia. L'ultima giornata si è giocata domenica 26 maggio 2019.
Per quanto riguarda gli orari di gioco, la Lega ha disposto il seguente formato:
- Sabato: 3 partite
  - 1 anticipo alle 15:00
  - 1 anticipo alle 18:00
  - 1 anticipo alle 20:30
- Domenica: 6 partite
  - 1 anticipo alle 12:30
  - 3 partite alle 15:00
  - 1 partita alle 18:00
  - 1 posticipo alle 20:30
- Lunedì-venerdì: 1 anticipo o posticipo alle 20:30

Fa eccezione il mese di agosto, nel quale non è presente l'anticipo del sabato alle 15:00. L'anticipo del venerdì, inoltre, sostituisce la gara del lunedì nei turni infrasettimanali. Gli ultimi tre turni del girone d'andata in programma sabato 22 dicembre, mercoledì 26 dicembre e sabato 29 dicembre 2018 si sono giocati in un solo giorno con una partita alle 12:30, 7 partite alle 15:00, una partita alle 18:00 e una partita alle 20:30.

### Calciomercato

#### Sessione estiva

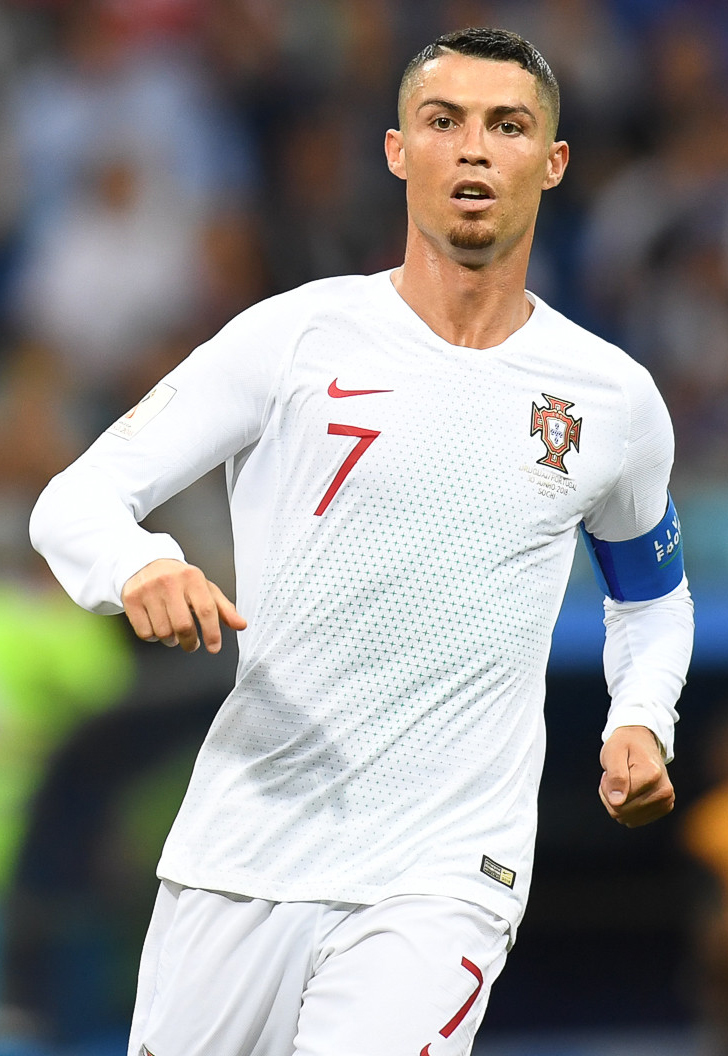
Cristiano Ronaldo, approdato alla per 100 milioni di euro, diventa l'acquisto più oneroso nella storia della Serie A: con 21 gol, il fuoriclasse portoghese trascina i bianconeri al loro 8º scudetto consecutivo.

L'estate 2018 vede la Juventus campione d'Italia in carica mettere a segno uno degli acquisti più importanti nella storia del campionato italiano: i bianconeri si assicurano le prestazioni del portoghese Cristiano Ronaldo, tra i maggiori fuoriclasse della sua generazione, versando nelle casse del Real Madrid la cifra di 100 milioni di euro. La squadra piemontese, che chiude un'epoca presentandosi al via senza le bandiere Buffon e Marchisio, si rinforza inoltre con gli arrivi del portiere Perin, dei terzini João Cancelo e Spinazzola, e del mediano Emre Can; desta inoltre sorpresa il ritorno di Bonucci, di nuovo a Torino dopo la rumorosa separazione dell'anno prima, nell'ambito di uno scambio con il Milan che coinvolge il giovane difensore Caldara.
Una tra le maggiori antagoniste della Juventus in questo decennio, il Napoli, chiude il rapporto con Sarri e accoglie in panchina Ancelotti, tornato in Serie A a quasi un decennio di distanza dall'ultima sua esperienza milanista; dal mercato arriva il portiere Ospina a rimpiazzare Reina, il mediano Ruiz chiamato a sostituire il partente Jorginho, più il terzino Malcuit dal Lilla e l'esterno Verdi dal Bologna. Molto attiva la Roma: i giallorossi acquistano, tra gli altri, il portiere Olsen, il mediano Nzonzi, le mezzali Cristante e Pastore, e l'esterno Justin Kluivert, ma devono fare i conti con le partenze del portiere Alisson e dei centrocampisti Strootman e Nainggolan; quest'ultimo è il rinforzo più importante di un'Inter che, salutati Cancelo e Rafinha, ridisegna la propria rosa con lo stopper De Vrij, i terzini Asamoah e Vrsaljko, gli esterni Politano e Keita Baldé e il centravanti Lautaro Martínez.
La Lazio rimpiazza i partenti de Vrij e Felipe Anderson con Acerbi e Correa, e integra il mediano Badelj. Il Milan, al secondo avvicendamento societario nel giro di un anno dopo il passaggio al fondo Elliott, oltre al già citato Caldara ottiene dalla Juventus anche il prestito del centravanti Higuaín, a sostituire i deludenti Kalinić e André Silva; rimpolpa inoltre le seconde linee con il portiere Reina, il mediano Bakayoko e gli esterni Laxalt e Castillejo. L'Atalanta fa fronte alle partenze di Cornelius, Cristante e Petagna con gli arrivi di Pašalić e Duván Zapata.
Tra gli altri arrivi, da segnalare quelli del promettente Piątek al Genoa, oltreché di Gervinho al Parma, Defrel alla Sampdoria e Boateng al Sassuolo, club quest'ultimo che sceglie per la panchina l'emergente De Zerbi. Cambio di guida tecnica anche per Bologna, Cagliari, e Udinese, che ripartono rispettivamente da Filippo Inzaghi, Maran e Velázquez.

#### Sessione invernale
La squadra più attiva nella sessione invernale è il Milan, che accoglie dal Flamengo il centrocampista Lucas Paquetá, ma soprattutto opera un cambio in attacco: dopo appena un semestre si chiude la tormentata e deludente esperienza milanese di Higuaín, il quale torna anticipatamente alla Juventus (e dirottato nella stessa sessione, sempre in prestito, al Chelsea); i rossoneri lo rimpiazzano acquistando l'ex genoano Piątek, rivelazione della prima parte di campionato. Movimenti marginali per la Juventus, che cede Benatia all'Lekhwiya rimpiazzandolo in rosa con il cavallo di ritorno Cáceres, e per l'Inter che preleva dal Southampton il terzino Cédric.
Per quanto riguarda gli altri club, Fiorentina e Sampdoria riportano in Italia Muriel e Gabbiadini, rispettivamente dal Siviglia e dal Southampton. Il Genoa rimpiazza il succitato Piątek con Sanabria, mentre il Bologna si rinforza con Sansone, Soriano e Lyanco. Sassuolo ed Empoli lasciano partire Boateng e Zajc in direzione, rispettivamente, Barcellona e Fenerbahçe. Infine a febbraio, il Napoli saluta il suo capitano nonché bandiera Hamšík, che dopo 12 anni con il club partenopeo si trasferisce ai cinesi del Dalian Yifang.

### Avvenimenti

#### Girone di andata

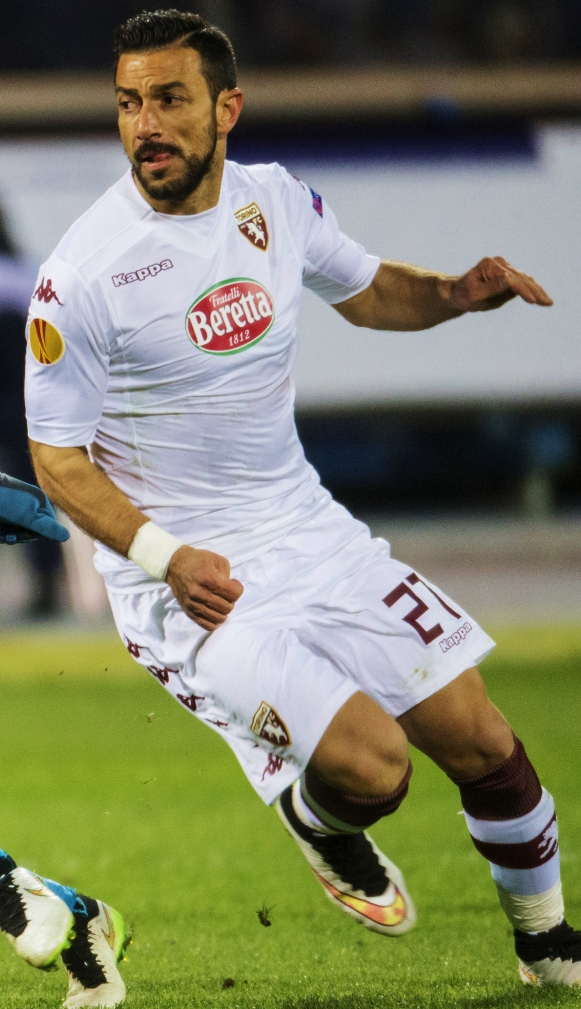
Il redivivo centravanti della, Fabio Quagliarella (qui nel 2015 al Torino), capace di andare a segno per 11 partite consecutive tra la 10ª e la 21ª giornata: all'età di 36 anni, sarà lui il capocannoniere stagionale con 26 gol.

Alla vigilia della 1ª giornata di campionato, la Lega A decide di rinviare le gare delle due squadre genovesi (Sampdoria-Fiorentina e Milan-Genoa) per il crollo parziale del viadotto Polcevera nel capoluogo ligure. Appena alla fine della terza giornata paiono trovare conferma i pronostici estivi relativi allo scudetto, con la sola Juventus in grado di fare bottino pieno; in scia ai campioni uscenti si mantiene il Napoli, mentre appaiono in ritardo Inter e Roma. Tra le rivelazioni d'inizio stagione si distinguono due provinciali, il Sassuolo e la SPAL, quest'ultima a punteggio pieno dopo le prime due giornate.
Al ritorno dalla sosta di settembre, la Juventus allunga la sua serie di vittorie consecutive a otto, facendo suo anche lo scontro diretto di Torino col Napoli alla 7ª giornata. I partenopei, pur se debitamente distanziati, restano di fatto gli unici accreditati inseguitori dei bianconeri, mentre in questa fase del campionato si segnalano le inattese difficoltà dell'Atalanta, oltre a un Chievo già relegato a fanalino di coda.
Dopo la sosta di ottobre, il campionato fa registrare il primo passo falso della Juventus, bloccata sul pari allo Stadium dal Genoa; tuttavia, vincendo le successive tre gare, i bianconeri rimettono a distanza di sicurezza la squadra di Ancelotti. Con l'Inter che, superate le incertezze iniziali, si stabilizza a momentanea terza forza del campionato, a centro classifica il Sassuolo conferma l'ottimo avvio di stagione, mentre risale la china anche l'Atalanta. Intanto a fondo classifica si assiste a numerosi cambi di guida tecnica che toccano il Chievo, l'Empoli, il Frosinone e l'Udinese, oltreché un Genoa pericolante nonostante la verve sottorete del suo giovane centravanti-rivelazione Piątek.
Il girone di andata si chiude con la Juventus che si laurea campione d'inverno facendo registrare il nuovo record di punti al giro di boa, 53, frutto di 17 vittorie e 2 pareggi. Alle spalle dei bianconeri consolidano le loro posizioni Napoli e Inter, con i nerazzurri giustizieri dei partenopei nello scontro diretto del Boxing Day; una gara, questa, tuttavia segnalatasi non per l'esito del campo ma per i gravi scontri avvenuti tra le due tifoserie al di fuori di San Siro, culminati nella morte di un ultrà.

#### Girone di ritorno

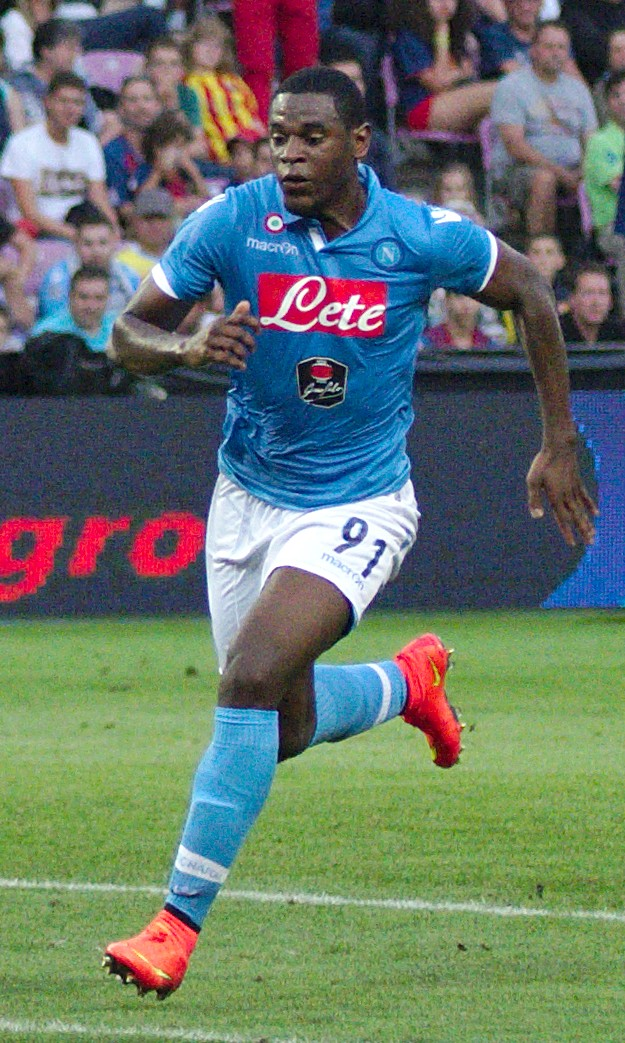
Con 23 reti, il colombiano Duván Zapata (qui nel 2014 al Napoli) è il mattatore dell'outsider che chiude il campionato al 3º posto, migliore piazzamento di sempre dei bergamaschi, che vale la loro prima qualificazione in UEFA Champions League.

Il primo bimestre del 2019 conferma lo scenario delineatosi nel girone di andata, con la Juventus che alla 24ª giornata allunga a +13 sul Napoli; un distacco in vetta che, a fine febbraio, non si registrava dalla stagione 2006-2007. I bianconeri rimarcano la loro superiorità stagionale alla 26ª giornata, battendo gli azzurri nel big match del San Paolo e portandosi a +16, ipotecando di fatto l'ennesimo tricolore, prima di incassare alla 28ª giornata la prima sconfitta stagionale a Marassi contro il Genoa. Dietro al duo di testa, frattanto, attraversano settimane turbolente l'Inter, scossa da nervosismi interni che vedono contrapposti società e spogliatoio al bomber Icardi, anche destituito dei gradi di capitano, e la Roma che, al contrario insoddisfatta del suo percorso stagionale, richiama in panchina Claudio Ranieri al posto dell'esonerato Di Francesco.
Al rientro dalla sosta di marzo, la Juventus continua la sua marcia di avvicinamento verso uno scudetto ormai considerato una formalità, con il vantaggio sul Napoli che a sette turni dal termine tocca un massimo stagionale di +20. I torinesi chiudono matematicamente i giochi per il tricolore il 20 aprile, quando il successo interno per 2-1 sulla Fiorentina permette loro di festeggiare con cinque giornate di anticipo il 35º titolo assoluto nonché 8º consecutivo nel vittorioso ciclo degli anni 2010; l'allenatore Allegri, al passo d'addio dai colori bianconeri, diventa inoltre il primo nella storia del campionato italiano a vincere 5 scudetti di fila, battendo dopo 85 anni il record di un altro tecnico juventino, Carlo Carcano.
A dare vivacità alle ultime giornate, la lotta per i piazzamenti in zona Champions che, eccezion fatta per le già sicure Juventus e Napoli, causa cammini altalenanti coinvolge ben sei squadre racchiuse in pochi punti, per due soli posti disponibili: oltre alle due milanesi e alle due romane, s'inseriscono nella corsa anche le outsider Atalanta e Torino entrambe artefici di stagioni al di sopra delle aspettative. Se i granata mollano la presa nel finale, sono i bergamaschi a emergere più di tutti, issandosi al terzo posto che, oltre a passare agli annali quale loro migliore piazzamento nella storia del campionato italiano, vale l'altrettanto storico debutto in Champions League. Il quarto e ultimo posto utile all'Europa più prestigiosa è appannaggio dell'Inter, che relega così — inizialmente — i concittadini del Milan, quinti, e la Roma, sesta, all'Europa League; a fine campionato, tuttavia, la sopraggiunta esclusione rossonera dalle coppe europee, causa violazione del fair play finanziario, porta al ripescaggio del Torino, settimo in classifica. Rimasta fuori dalla zona Europa, la Lazio accede comunque alla competizione per via della contemporanea vittoria in Coppa Italia.
A fondo classifica un deludente Chievo, che mai ha palesato concrete possibilità di salvezza nell'arco del campionato, retrocede con sei turni di anticipo lasciando la massima serie dopo undici anni; tre giornate più tardi si accoda il Frosinone, di nuovo tra i cadetti dopo una sola stagione. Nella seconda parte di campionato la bagarre dei bassifondi vede segnalarsi in positivo il Bologna e l'Udinese, club fin lì in crisi, ma che grazie a dei provvidenziali avvicendamenti in panchina, rispettivamente con Siniša Mihajlović e Igor Tudor, invertono repentinamente la rotta raggiungendo persino in anticipo la salvezza; al contrario, deludono un Genoa depotenziato dalla sopravvenuta cessione di Piątek e una Fiorentina in caduta libera, che insieme all'Empoli si giocano all'ultima giornata la permanenza in categoria: sono gli azzurri di Andreazzoli, nonostante una proposta di gioco tra le più interessanti e apprezzate della stagione, a tornare in Serie B dopo appena un anno, condannati dalla sconfitta a Milano contro l'Inter e dal contemporaneo esito dello scontro di Firenze tra le dirette rivali rossoblù e viola.

## Squadre partecipanti
| Club       | Stagione | Città         | Stadio | Stagione precedente                           |
| ---------- | -------- | ------------- | --- | --------------------------------------------- |
| Atalanta   | dettagli | Bergamo       | Stadio Atleti Azzurri d'Italia Mapei Stadium - Città del Tricolore (Reggio nell'Emilia) (36ª e 38ª giornata) | 7º posto in Serie A                           |
| Bologna    | dettagli | Bologna       | Stadio Renato Dall'Ara                                                                                       | 15º posto in Serie A                          |
| Cagliari   | dettagli | Cagliari      | Sardegna Arena                                                                                               | 16º posto in Serie A                          |
| Chievo     | dettagli | Verona        | Stadio Marcantonio Bentegodi                                                                                 | 13º posto in Serie A                          |
| Empoli     | dettagli | Empoli (FI)   | Stadio Carlo Castellani                                                                                      | 1º posto in Serie B, promosso                 |
| Fiorentina | dettagli | Firenze       | Stadio Artemio Franchi                                                                                       | 8º posto in Serie A                           |
| Frosinone  | dettagli | Frosinone     | Stadio Olimpico Grande Torino (2ª giornata) Stadio Benito Stirpe                                             | 3º posto in Serie B, promosso dopo i play-off |
| Genoa      | dettagli | Genova        | Stadio Luigi Ferraris                                                                                        | 12º posto in Serie A                          |
| Inter      | dettagli | Milano        | Stadio Giuseppe Meazza                                                                                       | 4º posto in Serie A                           |
| Juventus   | dettagli | Torino        | Juventus Stadium                                                                                             | 1º posto in Serie A                           |
| Lazio      | dettagli | Roma          | Stadio Olimpico                                                                                              | 5º posto in Serie A                           |
| Milan      | dettagli | Milano        | Stadio Giuseppe Meazza                                                                                       | 6º posto in Serie A                           |
| Napoli     | dettagli | Napoli        | Stadio San Paolo                                                                                             | 2º posto in Serie A                           |
| Parma      | dettagli | Parma         | Stadio Ennio Tardini                                                                                         | 2º posto in Serie B, promosso                 |
| Roma       | dettagli | Roma          | Stadio Olimpico                                                                                              | 3º posto in Serie A                           |
| Sampdoria  | dettagli | Genova        | Stadio Luigi Ferraris                                                                                        | 10º posto in Serie A                          |
| Sassuolo   | dettagli | Sassuolo (MO) | Mapei Stadium - Città del Tricolore (Reggio nell'Emilia)                                                     | 11º posto in Serie A                          |
| SPAL       | dettagli | Ferrara       | Stadio Renato Dall'Ara (2ª giornata) Stadio Paolo Mazza                                                      | 17º posto in Serie A                          |
| Torino     | dettagli | Torino        | Stadio Olimpico Grande Torino                                                                                | 9º posto in Serie A                           |
| Udinese    | dettagli | Udine         | Stadio Friuli                                                                                                | 14º posto in Serie A                          |

## Allenatori e primatisti
| Squadra    | Allenatore                                                                            | Giocatore più presente (tra parentesi il numero delle presenze)                        | Capocannoniere (tra parentesi il numero dei gol segnati) |
| ---------- | ------------------------------------------------------------------------------------- | -------------------------------------------------------------------------------------- | -------------------------------------------------------- |
| Atalanta   | Gian Piero Gasperini                                                                  | Duván Zapata (37)                                                                      | Duván Zapata (23)                                        |
| Bologna    | Filippo Inzaghi (1ª-21ª) Siniša Mihajlović (22ª-38ª)                                  | Łukasz Skorupski (38)                                                                  | Riccardo Orsolini, Federico Santander (8)                |
| Cagliari   | Rolando Maran                                                                         | Alessio Cragno (38)                                                                    | Leonardo Pavoletti (16)                                  |
| Chievo     | Lorenzo D'Anna (1ª-8ª) Gian Piero Ventura (9ª-12ª) Domenico Di Carlo (13ª-38ª)        | Mariusz Stępiński (35)                                                                 | Mariusz Stępiński (6)                                    |
| Empoli     | Aurelio Andreazzoli (1ª-11ª) Giuseppe Iachini (12ª-27ª) Aurelio Andreazzoli (28ª-38ª) | Francesco Caputo (38)                                                                  | Francesco Caputo (16)                                    |
| Fiorentina | Stefano Pioli (1ª-31ª) Vincenzo Montella (32ª-38ª)                                    | Federico Chiesa (37)                                                                   | Marco Benassi (7)                                        |
| Frosinone  | Moreno Longo (1ª-16ª) Marco Baroni (17ª-38ª)                                          | Marco Sportiello (35)                                                                  | Camillo Ciano (7)                                        |
| Genoa      | Davide Ballardini (1ª-8ª) Ivan Jurić (9ª-14ª) Cesare Prandelli (15ª-38ª)              | Christian Kouamé (38)                                                                  | Krzysztof Piątek (13)                                    |
| Inter      | Luciano Spalletti                                                                     | Samir Handanovič (38)                                                                  | Mauro Icardi (11)                                        |
| Juventus   | Massimiliano Allegri                                                                  | Alex Sandro, Rodrigo Bentancur, Blaise Matuidi, Miralem Pjanić, Cristiano Ronaldo (31) | Cristiano Ronaldo (21)                                   |
| Lazio      | Simone Inzaghi                                                                        | Francesco Acerbi (36)                                                                  | Ciro Immobile (15)                                       |
| Milan      | Gennaro Gattuso                                                                       | Hakan Çalhanoğlu, Gianluigi Donnarumma (36)                                            | Krzysztof Piątek (9)                                     |
| Napoli     | Carlo Ancelotti                                                                       | Piotr Zieliński (36)                                                                   | Arkadiusz Milik (17)                                     |
| Parma      | Roberto D'Aversa                                                                      | Simone Iacoponi (38)                                                                   | Gervinho (11)                                            |
| Roma       | Eusebio Di Francesco (1ª-26ª) Claudio Ranieri (27ª-38ª)                               | Bryan Cristante (35)                                                                   | Stephan El Shaarawy (11)                                 |
| Sampdoria  | Marco Giampaolo                                                                       | Fabio Quagliarella (37)                                                                | Fabio Quagliarella (26)                                  |
| Sassuolo   | Roberto De Zerbi                                                                      | Andrea Consigli (36)                                                                   | Khouma El Babacar (7)                                    |
| SPAL       | Leonardo Semplici                                                                     | Andrea Petagna (36)                                                                    | Andrea Petagna (16)                                      |
| Torino     | Walter Mazzarri                                                                       | Andrea Belotti (37)                                                                    | Andrea Belotti (15)                                      |
| Udinese    | Julio Velázquez (1ª-12ª) Davide Nicola (13ª-28ª) Igor Tudor (29ª-38ª)                 | Rodrigo de Paul, Jens Stryger Larsen, Kevin Lasagna (36)                               | Rodrigo de Paul (9)                                      |

## Classifica finale
|        | Pos. | Squadra     | Pt | G  | V  | N  | P  | GF | GS | DR  |
| ------ | ---- | ----------- | -- | -- | -- | -- | -- | -- | -- | --- |
|        | 1.   | Juventus    | 90 | 38 | 28 | 6  | 4  | 70 | 30 | +40 |
|        | 2.   | Napoli      | 79 | 38 | 24 | 7  | 7  | 74 | 36 | +38 |
|        | 3.   | Atalanta    | 69 | 38 | 20 | 9  | 9  | 77 | 46 | +31 |
|        | 4.   | Inter       | 69 | 38 | 20 | 9  | 9  | 57 | 33 | +24 |
| [ 72 ] | 5.   | Milan       | 68 | 38 | 19 | 11 | 8  | 55 | 36 | +19 |
|        | 6.   | Roma        | 66 | 38 | 18 | 12 | 8  | 66 | 48 | +18 |
|        | 7.   | Torino      | 63 | 38 | 16 | 15 | 7  | 52 | 37 | +15 |
| [ 73 ] | 8.   | Lazio       | 59 | 38 | 17 | 8  | 13 | 56 | 46 | +10 |
|        | 9.   | Sampdoria   | 53 | 38 | 15 | 8  | 15 | 60 | 51 | +9  |
|        | 10.  | Bologna     | 44 | 38 | 11 | 11 | 16 | 48 | 56 | -8  |
|        | 11.  | Sassuolo    | 43 | 38 | 9  | 16 | 13 | 53 | 60 | -7  |
|        | 12.  | Udinese     | 43 | 38 | 11 | 10 | 17 | 39 | 53 | -14 |
|        | 13.  | SPAL        | 42 | 38 | 11 | 9  | 18 | 44 | 56 | -12 |
|        | 14.  | Parma       | 41 | 38 | 10 | 11 | 17 | 41 | 61 | -20 |
|        | 15.  | Cagliari    | 41 | 38 | 10 | 11 | 17 | 36 | 54 | -18 |
|        | 16.  | Fiorentina  | 41 | 38 | 8  | 17 | 13 | 47 | 45 | +2  |
|        | 17.  | Genoa       | 38 | 38 | 8  | 14 | 16 | 39 | 57 | -18 |
|        | 18.  | Empoli      | 38 | 38 | 10 | 8  | 20 | 51 | 70 | -19 |
|        | 19.  | Frosinone   | 25 | 38 | 5  | 10 | 23 | 29 | 69 | -40 |
|        | 20.  | Chievo (-3) | 17 | 38 | 2  | 14 | 22 | 25 | 75 | -50 |

Legenda:
      Campione d'Italia e ammessa alla fase a gironi della UEFA Champions League 2019-2020.
      Ammesse alla fase a gironi della UEFA Champions League 2019-2020.
      Ammesse alla fase a gironi della UEFA Europa League 2019-2020.
      Ammessa al secondo turno di qualificazione della UEFA Europa League 2019-2020.
      Retrocesse in Serie B 2019-2020.
Regolamento:
Tre punti a vittoria, uno a pareggio, zero a sconfitta.
In caso di arrivo di due o più squadre a pari punti, la graduatoria finale verrà stilata secondo la classifica avulsa tra le squadre interessate che prevede, in ordine, i seguenti criteri:
- Punti negli scontri diretti
- Differenza reti negli scontri diretti
- Differenza reti generale
- Reti realizzate in generale
- Sorteggio

Note:
Il Chievo ha scontato 3 punti di penalizzazione.
Il Milan è stato escluso dall'Europa League 2019-2020 per violazione delle norme del fair play finanziario; per effetto della sanzione, la Roma entra direttamente nella fase a gironi della competizione e il Torino si qualifica al secondo turno di qualificazione.

### Squadra campione
| Formazione tipo (4-3-3) | Giocatori (presenze)   |
| --- | ---------------------- |
| Szczęsny João Cancelo Bonucci Chiellini Alex Sandro Bentancur Pjanić Matuidi Dybala Mandžukić C. Ronaldo | Wojciech Szczęsny (28) |
| Szczęsny João Cancelo Bonucci Chiellini Alex Sandro Bentancur Pjanić Matuidi Dybala Mandžukić C. Ronaldo | João Cancelo (25)      |
| Szczęsny João Cancelo Bonucci Chiellini Alex Sandro Bentancur Pjanić Matuidi Dybala Mandžukić C. Ronaldo | Leonardo Bonucci (29)  |
| Szczęsny João Cancelo Bonucci Chiellini Alex Sandro Bentancur Pjanić Matuidi Dybala Mandžukić C. Ronaldo | Giorgio Chiellini (25) |
| Szczęsny João Cancelo Bonucci Chiellini Alex Sandro Bentancur Pjanić Matuidi Dybala Mandžukić C. Ronaldo | Alex Sandro (31)       |
| Szczęsny João Cancelo Bonucci Chiellini Alex Sandro Bentancur Pjanić Matuidi Dybala Mandžukić C. Ronaldo | Rodrigo Bentancur (31) |
| Szczęsny João Cancelo Bonucci Chiellini Alex Sandro Bentancur Pjanić Matuidi Dybala Mandžukić C. Ronaldo | Miralem Pjanić (31)    |
| Szczęsny João Cancelo Bonucci Chiellini Alex Sandro Bentancur Pjanić Matuidi Dybala Mandžukić C. Ronaldo | Blaise Matuidi (31)    |
| Szczęsny João Cancelo Bonucci Chiellini Alex Sandro Bentancur Pjanić Matuidi Dybala Mandžukić C. Ronaldo | Paulo Dybala (30)      |
| Szczęsny João Cancelo Bonucci Chiellini Alex Sandro Bentancur Pjanić Matuidi Dybala Mandžukić C. Ronaldo | Mario Mandžukić (25)   |
| Szczęsny João Cancelo Bonucci Chiellini Alex Sandro Bentancur Pjanić Matuidi Dybala Mandžukić C. Ronaldo | Cristiano Ronaldo (31) |
| Altri giocatori: Emre Can (29), Federico Bernardeschi (28), Mattia De Sciglio (22), Juan Cuadrado (18), Douglas Costa (17), Daniele Rugani (15), Moise Kean (13), Sami Khedira (10), Leonardo Spinazzola (10), Martín Cáceres (9), Mattia Perin (9), Andrea Barzagli (7), Medhi Benatia (5), Hans Nicolussi Caviglia (3), Matheus Pereira (3), Grīgorīs Kastanos (1), Paolo Gozzi (1), Stephy Mavididi (1), Carlo Pinsoglio (1), Manolo Portanova (1). |                        |

## Risultati

### Tabellone
Ogni riga indica i risultati casalinghi della squadra segnata a inizio della riga, contro le squadre segnate colonna per colonna (che invece avranno giocato l'incontro in trasferta). Al contrario, leggendo la colonna di una squadra si avranno i risultati ottenuti dalla stessa in trasferta, contro le squadre segnate in ogni riga, che invece avranno giocato l'incontro in casa.
|            | ATA  | BOL  | CAG  | CHI  | EMP  | FIO  | FRO  | GEN  | INT  | JUV  | LAZ  | MIL  | NAP  | PAR  | ROM  | SAM  | SAS  | SPA  | TOR  | UDI  |
| ---------- | ---- | ---- | ---- | ---- | ---- | ---- | ---- | ---- | ---- | ---- | ---- | ---- | ---- | ---- | ---- | ---- | ---- | ---- | ---- | ---- |
| Atalanta   | –––– | 4-1  | 0-1  | 1-1  | 0-0  | 3-1  | 4-0  | 2-1  | 4-1  | 2-2  | 1-0  | 1-3  | 1-2  | 3-0  | 3-3  | 0-1  | 3-1  | 2-1  | 0-0  | 2-0  |
| Bologna    | 1-2  | –––– | 2-0  | 3-0  | 3-1  | 0-0  | 0-4  | 1-1  | 0-3  | 0-1  | 0-2  | 0-0  | 3-2  | 4-1  | 2-0  | 3-0  | 2-1  | 0-1  | 2-2  | 2-1  |
| Cagliari   | 0-1  | 2-0  | –––– | 2-1  | 2-2  | 2-1  | 1-0  | 1-0  | 2-1  | 0-2  | 1-2  | 1-1  | 0-1  | 2-1  | 2-2  | 0-0  | 2-2  | 2-1  | 0-0  | 1-2  |
| Chievo     | 1-5  | 2-2  | 0-3  | –––– | 0-0  | 3-4  | 1-0  | 0-0  | 1-1  | 2-3  | 1-1  | 1-2  | 1-3  | 1-1  | 0-3  | 0-0  | 0-2  | 0-4  | 0-1  | 0-2  |
| Empoli     | 3-2  | 2-1  | 2-0  | 2-2  | –––– | 1-0  | 2-1  | 1-3  | 0-1  | 1-2  | 0-1  | 1-1  | 2-1  | 3-3  | 0-2  | 2-4  | 3-0  | 2-4  | 4-1  | 2-1  |
| Fiorentina | 2-0  | 0-0  | 1-1  | 6-1  | 3-1  | –––– | 0-1  | 0-0  | 3-3  | 0-3  | 1-1  | 0-1  | 0-0  | 0-1  | 1-1  | 3-3  | 0-1  | 3-0  | 1-1  | 1-0  |
| Frosinone  | 0-5  | 0-0  | 1-1  | 0-0  | 3-3  | 1-1  | –––– | 1-2  | 1-3  | 0-2  | 0-1  | 0-0  | 0-2  | 3-2  | 2-3  | 0-5  | 0-2  | 0-1  | 1-2  | 1-3  |
| Genoa      | 3-1  | 1-0  | 1-1  | 2-0  | 2-1  | 0-0  | 0-0  | –––– | 0-4  | 2-0  | 2-1  | 0-2  | 1-2  | 1-3  | 1-1  | 1-1  | 1-1  | 1-1  | 0-1  | 2-2  |
| Inter      | 0-0  | 0-1  | 2-0  | 2-0  | 2-1  | 2-1  | 3-0  | 5-0  | –––– | 1-1  | 0-1  | 1-0  | 1-0  | 0-1  | 1-1  | 2-1  | 0-0  | 2-0  | 2-2  | 1-0  |
| Juventus   | 1-1  | 2-0  | 3-1  | 3-0  | 1-0  | 2-1  | 3-0  | 1-1  | 1-0  | –––– | 2-0  | 2-1  | 3-1  | 3-3  | 1-0  | 2-1  | 2-1  | 2-0  | 1-1  | 4-1  |
| Lazio      | 1-3  | 3-3  | 3-1  | 1-2  | 1-0  | 1-0  | 1-0  | 4-1  | 0-3  | 1-2  | –––– | 1-1  | 1-2  | 4-1  | 3-0  | 2-2  | 2-2  | 4-1  | 1-1  | 2-0  |
| Milan      | 2-2  | 2-1  | 3-0  | 3-1  | 3-0  | 0-1  | 2-0  | 2-1  | 2-3  | 0-2  | 1-0  | –––– | 0-0  | 2-1  | 2-1  | 3-2  | 1-0  | 2-1  | 0-0  | 1-1  |
| Napoli     | 1-2  | 3-2  | 2-1  | 0-0  | 5-1  | 1-0  | 4-0  | 1-1  | 4-1  | 1-2  | 2-1  | 3-2  | –––– | 3-0  | 1-1  | 3-0  | 2-0  | 1-0  | 0-0  | 4-2  |
| Parma      | 1-3  | 0-0  | 2-0  | 1-1  | 1-0  | 1-0  | 0-0  | 1-0  | 0-1  | 1-2  | 0-2  | 1-1  | 0-4  | –––– | 0-2  | 3-3  | 2-1  | 2-3  | 0-0  | 2-2  |
| Roma       | 3-3  | 2-1  | 3-0  | 2-2  | 2-1  | 2-2  | 4-0  | 3-2  | 2-2  | 2-0  | 3-1  | 1-1  | 1-4  | 2-1  | –––– | 4-1  | 3-1  | 0-2  | 3-2  | 1-0  |
| Sampdoria  | 1-2  | 4-1  | 1-0  | 2-0  | 1-2  | 1-1  | 0-1  | 2-0  | 0-1  | 2-0  | 1-2  | 1-0  | 3-0  | 2-0  | 0-1  | –––– | 0-0  | 2-1  | 1-4  | 4-0  |
| Sassuolo   | 2-6  | 2-2  | 3-0  | 4-0  | 3-1  | 3-3  | 2-2  | 5-3  | 1-0  | 0-3  | 1-1  | 1-4  | 1-1  | 0-0  | 0-0  | 3-5  | –––– | 1-1  | 1-1  | 0-0  |
| SPAL       | 2-0  | 1-1  | 2-2  | 0-0  | 2-2  | 1-4  | 0-3  | 1-1  | 1-2  | 2-1  | 1-0  | 2-3  | 1-2  | 1-0  | 2-1  | 1-2  | 0-2  | –––– | 0-0  | 0-0  |
| Torino     | 2-0  | 2-3  | 1-1  | 3-0  | 3-0  | 1-1  | 3-2  | 2-1  | 1-0  | 0-1  | 3-1  | 2-0  | 1-3  | 1-2  | 0-1  | 2-1  | 3-2  | 1-0  | –––– | 1-0  |
| Udinese    | 1-3  | 2-1  | 2-0  | 1-0  | 3-2  | 1-1  | 1-1  | 2-0  | 0-0  | 0-2  | 1-2  | 0-1  | 0-3  | 1-2  | 1-0  | 1-0  | 1-1  | 3-2  | 1-1  | –––– |

### Calendario
Il calendario è stato sorteggiato il 26 luglio 2018 a Milano.
| andata (1ª) | andata (1ª) | 1ª giornata          | ritorno (20ª) | ritorno (20ª) |
|             |             |                      |               |               |
| 20 ago.     | 4-0         | Atalanta-Frosinone   | 5-0           | 20 gen.       |
| 19 ago.     | 0-1         | Bologna-SPAL         | 1-1           | 20 gen.       |
| 18 ago.     | 2-3         | Chievo-Juventus      | 0-3           | 21 gen.       |
| 19 ago.     | 2-0         | Empoli-Cagliari      | 2-2           | 20 gen.       |
| 18 ago.     | 1-2         | Lazio-Napoli         | 1-2           | 20 gen.       |
| 31 ott.     | 2-1         | Milan-Genoa          | 2-0           | 21 gen.       |
| 19 ago.     | 2-2         | Parma-Udinese        | 2-1           | 19 gen.       |
| 19 set.     | 1-1         | Sampdoria-Fiorentina | 3-3           | 20 gen.       |
| 19 ago.     | 1-0         | Sassuolo-Inter       | 0-0           | 19 gen.       |
| 19 ago.     | 0-1         | Torino-Roma          | 2-3           | 19 gen.       |

| andata (2ª) | andata (2ª) | 2ª giornata       | ritorno (21ª) | ritorno (21ª) |
|             |             |                   |               |               |
| 26 ago.     | 2-2         | Cagliari-Sassuolo | 0-3           | 26 gen.       |
| 26 ago.     | 6-1         | Fiorentina-Chievo | 4-3           | 27 gen.       |
| 26 ago.     | 0-0         | Frosinone-Bologna | 4-0           | 27 gen.       |
| 26 ago.     | 2-1         | Genoa-Empoli      | 3-1           | 28 gen.       |
| 26 ago.     | 2-2         | Inter-Torino      | 0-1           | 27 gen.       |
| 25 ago.     | 2-0         | Juventus-Lazio    | 2-1           | 27 gen.       |
| 25 ago.     | 3-2         | Napoli-Milan      | 0-0           | 26 gen.       |
| 27 ago.     | 3-3         | Roma-Atalanta     | 3-3           | 27 gen.       |
| 26 ago.     | 1-0         | SPAL-Parma        | 3-2           | 27 gen.       |
| 26 ago.     | 1-0         | Udinese-Sampdoria | 0-4           | 26 gen.       |

| andata (1ª) | andata (1ª) | 1ª giornata          | ritorno (20ª) | ritorno (20ª) |
|             |             |                      |               |               |
| 20 ago.     | 4-0         | Atalanta-Frosinone   | 5-0           | 20 gen.       |
| 19 ago.     | 0-1         | Bologna-SPAL         | 1-1           | 20 gen.       |
| 18 ago.     | 2-3         | Chievo-Juventus      | 0-3           | 21 gen.       |
| 19 ago.     | 2-0         | Empoli-Cagliari      | 2-2           | 20 gen.       |
| 18 ago.     | 1-2         | Lazio-Napoli         | 1-2           | 20 gen.       |
| 31 ott.     | 2-1         | Milan-Genoa          | 2-0           | 21 gen.       |
| 19 ago.     | 2-2         | Parma-Udinese        | 2-1           | 19 gen.       |
| 19 set.     | 1-1         | Sampdoria-Fiorentina | 3-3           | 20 gen.       |
| 19 ago.     | 1-0         | Sassuolo-Inter       | 0-0           | 19 gen.       |
| 19 ago.     | 0-1         | Torino-Roma          | 2-3           | 19 gen.       |

| andata (2ª) | andata (2ª) | 2ª giornata       | ritorno (21ª) | ritorno (21ª) |
|             |             |                   |               |               |
| 26 ago.     | 2-2         | Cagliari-Sassuolo | 0-3           | 26 gen.       |
| 26 ago.     | 6-1         | Fiorentina-Chievo | 4-3           | 27 gen.       |
| 26 ago.     | 0-0         | Frosinone-Bologna | 4-0           | 27 gen.       |
| 26 ago.     | 2-1         | Genoa-Empoli      | 3-1           | 28 gen.       |
| 26 ago.     | 2-2         | Inter-Torino      | 0-1           | 27 gen.       |
| 25 ago.     | 2-0         | Juventus-Lazio    | 2-1           | 27 gen.       |
| 25 ago.     | 3-2         | Napoli-Milan      | 0-0           | 26 gen.       |
| 27 ago.     | 3-3         | Roma-Atalanta     | 3-3           | 27 gen.       |
| 26 ago.     | 1-0         | SPAL-Parma        | 3-2           | 27 gen.       |
| 26 ago.     | 1-0         | Udinese-Sampdoria | 0-4           | 26 gen.       |

| andata (3ª) | andata (3ª) | 3ª giornata        | ritorno (22ª) | ritorno (22ª) |
|             |             |                    |               |               |
| 2 set.      | 0-1         | Atalanta-Cagliari  | 1-0           | 4 feb.        |
| 1º set.     | 0-3         | Bologna-Inter      | 1-0           | 3 feb.        |
| 2 set.      | 0-0         | Chievo-Empoli      | 2-2           | 2 feb.        |
| 2 set.      | 1-0         | Fiorentina-Udinese | 1-1           | 3 feb.        |
| 2 set.      | 1-0         | Lazio-Frosinone    | 1-0           | 4 feb.        |
| 31 ago.     | 2-1         | Milan-Roma         | 1-1           | 3 feb.        |
| 1º set.     | 1-2         | Parma-Juventus     | 3-3           | 2 feb.        |
| 2 set.      | 3-0         | Sampdoria-Napoli   | 0-3           | 2 feb.        |
| 2 set.      | 5-3         | Sassuolo-Genoa     | 1-1           | 3 feb.        |
| 2 set.      | 1-0         | Torino-SPAL        | 0-0           | 3 feb.        |

| andata (4ª) | andata (4ª) | 4ª giornata         | ritorno (23ª) | ritorno (23ª) |
|             |             |                     |               |               |
| 16 set.     | 1-1         | Cagliari-Milan      | 0-3           | 10 feb.       |
| 16 set.     | 0-1         | Empoli-Lazio        | 0-1           | 7 feb.        |
| 15 set.     | 0-5         | Frosinone-Sampdoria | 1-0           | 10 feb.       |
| 16 set.     | 1-0         | Genoa-Bologna       | 1-1           | 10 feb.       |
| 15 set.     | 0-1         | Inter-Parma         | 1-0           | 9 feb.        |
| 16 set.     | 2-1         | Juventus-Sassuolo   | 3-0           | 10 feb.       |
| 15 set.     | 1-0         | Napoli-Fiorentina   | 0-0           | 9 feb.        |
| 16 set.     | 2-2         | Roma-Chievo         | 3-0           | 8 feb.        |
| 17 set.     | 2-0         | SPAL-Atalanta       | 1-2           | 10 feb.       |
| 16 set.     | 1-1         | Udinese-Torino      | 0-1           | 10 feb.       |

| andata (3ª) | andata (3ª) | 3ª giornata        | ritorno (22ª) | ritorno (22ª) |
|             |             |                    |               |               |
| 2 set.      | 0-1         | Atalanta-Cagliari  | 1-0           | 4 feb.        |
| 1º set.     | 0-3         | Bologna-Inter      | 1-0           | 3 feb.        |
| 2 set.      | 0-0         | Chievo-Empoli      | 2-2           | 2 feb.        |
| 2 set.      | 1-0         | Fiorentina-Udinese | 1-1           | 3 feb.        |
| 2 set.      | 1-0         | Lazio-Frosinone    | 1-0           | 4 feb.        |
| 31 ago.     | 2-1         | Milan-Roma         | 1-1           | 3 feb.        |
| 1º set.     | 1-2         | Parma-Juventus     | 3-3           | 2 feb.        |
| 2 set.      | 3-0         | Sampdoria-Napoli   | 0-3           | 2 feb.        |
| 2 set.      | 5-3         | Sassuolo-Genoa     | 1-1           | 3 feb.        |
| 2 set.      | 1-0         | Torino-SPAL        | 0-0           | 3 feb.        |

| andata (4ª) | andata (4ª) | 4ª giornata         | ritorno (23ª) | ritorno (23ª) |
|             |             |                     |               |               |
| 16 set.     | 1-1         | Cagliari-Milan      | 0-3           | 10 feb.       |
| 16 set.     | 0-1         | Empoli-Lazio        | 0-1           | 7 feb.        |
| 15 set.     | 0-5         | Frosinone-Sampdoria | 1-0           | 10 feb.       |
| 16 set.     | 1-0         | Genoa-Bologna       | 1-1           | 10 feb.       |
| 15 set.     | 0-1         | Inter-Parma         | 1-0           | 9 feb.        |
| 16 set.     | 2-1         | Juventus-Sassuolo   | 3-0           | 10 feb.       |
| 15 set.     | 1-0         | Napoli-Fiorentina   | 0-0           | 9 feb.        |
| 16 set.     | 2-2         | Roma-Chievo         | 3-0           | 8 feb.        |
| 17 set.     | 2-0         | SPAL-Atalanta       | 1-2           | 10 feb.       |
| 16 set.     | 1-1         | Udinese-Torino      | 0-1           | 10 feb.       |

| andata (5ª) | andata (5ª) | 5ª giornata        | ritorno (24ª) | ritorno (24ª) |
|             |             |                    |               |               |
| 23 set.     | 2-0         | Bologna-Roma       | 1-2           | 18 feb.       |
| 23 set.     | 0-2         | Chievo-Udinese     | 0-1           | 17 feb.       |
| 22 set.     | 3-0         | Fiorentina-SPAL    | 4-1           | 17 feb.       |
| 23 set.     | 0-2         | Frosinone-Juventus | 0-3           | 15 feb.       |
| 23 set.     | 4-1         | Lazio-Genoa        | 1-2           | 17 feb.       |
| 23 set.     | 2-2         | Milan-Atalanta     | 3-1           | 16 feb.       |
| 22 set.     | 2-0         | Parma-Cagliari     | 1-2           | 16 feb.       |
| 22 set.     | 0-1         | Sampdoria-Inter    | 1-2           | 17 feb.       |
| 21 set.     | 3-1         | Sassuolo-Empoli    | 0-3           | 17 feb.       |
| 23 set.     | 1-3         | Torino-Napoli      | 0-0           | 17 feb.       |

| andata (6ª) | andata (6ª) | 6ª giornata        | ritorno (25ª) | ritorno (25ª) |
|             |             |                    |               |               |
| 26 set.     | 0-0         | Atalanta-Torino    | 0-2           | 23 feb.       |
| 26 set.     | 0-0         | Cagliari-Sampdoria | 0-1           | 24 feb.       |
| 27 set.     | 1-1         | Empoli-Milan       | 0-3           | 22 feb.       |
| 26 set.     | 2-0         | Genoa-Chievo       | 0-0           | 24 feb.       |
| 25 set.     | 2-1         | Inter-Fiorentina   | 3-3           | 24 feb.       |
| 26 set.     | 2-0         | Juventus-Bologna   | 1-0           | 24 feb.       |
| 26 set.     | 3-0         | Napoli-Parma       | 4-0           | 24 feb.       |
| 26 set.     | 4-0         | Roma-Frosinone     | 3-2           | 23 feb.       |
| 27 set.     | 0-2         | SPAL-Sassuolo      | 1-1           | 24 feb.       |
| 26 set.     | 1-2         | Udinese-Lazio      | 0-2           | 17 apr.       |

| andata (5ª) | andata (5ª) | 5ª giornata        | ritorno (24ª) | ritorno (24ª) |
|             |             |                    |               |               |
| 23 set.     | 2-0         | Bologna-Roma       | 1-2           | 18 feb.       |
| 23 set.     | 0-2         | Chievo-Udinese     | 0-1           | 17 feb.       |
| 22 set.     | 3-0         | Fiorentina-SPAL    | 4-1           | 17 feb.       |
| 23 set.     | 0-2         | Frosinone-Juventus | 0-3           | 15 feb.       |
| 23 set.     | 4-1         | Lazio-Genoa        | 1-2           | 17 feb.       |
| 23 set.     | 2-2         | Milan-Atalanta     | 3-1           | 16 feb.       |
| 22 set.     | 2-0         | Parma-Cagliari     | 1-2           | 16 feb.       |
| 22 set.     | 0-1         | Sampdoria-Inter    | 1-2           | 17 feb.       |
| 21 set.     | 3-1         | Sassuolo-Empoli    | 0-3           | 17 feb.       |
| 23 set.     | 1-3         | Torino-Napoli      | 0-0           | 17 feb.       |

| andata (6ª) | andata (6ª) | 6ª giornata        | ritorno (25ª) | ritorno (25ª) |
|             |             |                    |               |               |
| 26 set.     | 0-0         | Atalanta-Torino    | 0-2           | 23 feb.       |
| 26 set.     | 0-0         | Cagliari-Sampdoria | 0-1           | 24 feb.       |
| 27 set.     | 1-1         | Empoli-Milan       | 0-3           | 22 feb.       |
| 26 set.     | 2-0         | Genoa-Chievo       | 0-0           | 24 feb.       |
| 25 set.     | 2-1         | Inter-Fiorentina   | 3-3           | 24 feb.       |
| 26 set.     | 2-0         | Juventus-Bologna   | 1-0           | 24 feb.       |
| 26 set.     | 3-0         | Napoli-Parma       | 4-0           | 24 feb.       |
| 26 set.     | 4-0         | Roma-Frosinone     | 3-2           | 23 feb.       |
| 27 set.     | 0-2         | SPAL-Sassuolo      | 1-1           | 24 feb.       |
| 26 set.     | 1-2         | Udinese-Lazio      | 0-2           | 17 apr.       |

| andata (7ª) | andata (7ª) | 7ª giornata         | ritorno (26ª) | ritorno (26ª) |
|             |             |                     |               |               |
| 30 set.     | 2-1         | Bologna-Udinese     | 1-2           | 3 mar.        |
| 30 set.     | 0-1         | Chievo-Torino       | 0-3           | 3 mar.        |
| 30 set.     | 2-0         | Fiorentina-Atalanta | 1-3           | 3 mar.        |
| 30 set.     | 1-2         | Frosinone-Genoa     | 0-0           | 3 mar.        |
| 29 set.     | 2-0         | Inter-Cagliari      | 1-2           | 1º mar.       |
| 29 set.     | 3-1         | Juventus-Napoli     | 2-1           | 3 mar.        |
| 29 set.     | 3-1         | Roma-Lazio          | 0-3           | 2 mar.        |
| 30 set.     | 1-4         | Sassuolo-Milan      | 0-1           | 2 mar.        |
| 30 set.     | 1-0         | Parma-Empoli        | 3-3           | 2 mar.        |
| 1º ott.     | 2-1         | Sampdoria-SPAL      | 2-1           | 3 mar.        |

| andata (8ª) | andata (8ª) | 8ª giornata        | ritorno (27ª) | ritorno (27ª) |
|             |             |                    |               |               |
| 7 ott.      | 0-1         | Atalanta-Sampdoria | 2-1           | 10 mar.       |
| 6 ott.      | 2-0         | Cagliari-Bologna   | 0-2           | 10 mar.       |
| 6 ott.      | 0-2         | Empoli-Roma        | 1-2           | 11 mar.       |
| 7 ott.      | 1-3         | Genoa-Parma        | 0-1           | 9 mar.        |
| 7 ott.      | 1-0         | Lazio-Fiorentina   | 1-1           | 10 mar.       |
| 7 ott.      | 3-1         | Milan-Chievo       | 2-1           | 9 mar.        |
| 7 ott.      | 2-0         | Napoli-Sassuolo    | 1-1           | 10 mar.       |
| 7 ott.      | 1-2         | SPAL-Inter         | 0-2           | 10 mar.       |
| 5 ott.      | 3-2         | Torino-Frosinone   | 2-1           | 10 mar.       |
| 6 ott.      | 0-2         | Udinese-Juventus   | 1-4           | 8 mar.        |

| andata (7ª) | andata (7ª) | 7ª giornata         | ritorno (26ª) | ritorno (26ª) |
|             |             |                     |               |               |
| 30 set.     | 2-1         | Bologna-Udinese     | 1-2           | 3 mar.        |
| 30 set.     | 0-1         | Chievo-Torino       | 0-3           | 3 mar.        |
| 30 set.     | 2-0         | Fiorentina-Atalanta | 1-3           | 3 mar.        |
| 30 set.     | 1-2         | Frosinone-Genoa     | 0-0           | 3 mar.        |
| 29 set.     | 2-0         | Inter-Cagliari      | 1-2           | 1º mar.       |
| 29 set.     | 3-1         | Juventus-Napoli     | 2-1           | 3 mar.        |
| 29 set.     | 3-1         | Roma-Lazio          | 0-3           | 2 mar.        |
| 30 set.     | 1-4         | Sassuolo-Milan      | 0-1           | 2 mar.        |
| 30 set.     | 1-0         | Parma-Empoli        | 3-3           | 2 mar.        |
| 1º ott.     | 2-1         | Sampdoria-SPAL      | 2-1           | 3 mar.        |

| andata (8ª) | andata (8ª) | 8ª giornata        | ritorno (27ª) | ritorno (27ª) |
|             |             |                    |               |               |
| 7 ott.      | 0-1         | Atalanta-Sampdoria | 2-1           | 10 mar.       |
| 6 ott.      | 2-0         | Cagliari-Bologna   | 0-2           | 10 mar.       |
| 6 ott.      | 0-2         | Empoli-Roma        | 1-2           | 11 mar.       |
| 7 ott.      | 1-3         | Genoa-Parma        | 0-1           | 9 mar.        |
| 7 ott.      | 1-0         | Lazio-Fiorentina   | 1-1           | 10 mar.       |
| 7 ott.      | 3-1         | Milan-Chievo       | 2-1           | 9 mar.        |
| 7 ott.      | 2-0         | Napoli-Sassuolo    | 1-1           | 10 mar.       |
| 7 ott.      | 1-2         | SPAL-Inter         | 0-2           | 10 mar.       |
| 5 ott.      | 3-2         | Torino-Frosinone   | 2-1           | 10 mar.       |
| 6 ott.      | 0-2         | Udinese-Juventus   | 1-4           | 8 mar.        |

| andata (9ª) | andata (9ª) | 9ª giornata         | ritorno (28ª) | ritorno (28ª) |
|             |             |                     |               |               |
| 21 ott.     | 2-2         | Bologna-Torino      | 3-2           | 16 mar.       |
| 21 ott.     | 1-5         | Chievo-Atalanta     | 1-1           | 17 mar.       |
| 21 ott.     | 1-1         | Fiorentina-Cagliari | 1-2           | 15 mar.       |
| 21 ott.     | 3-3         | Frosinone-Empoli    | 1-2           | 17 mar.       |
| 21 ott.     | 1-0         | Inter-Milan         | 3-2           | 17 mar.       |
| 20 ott.     | 1-1         | Juventus-Genoa      | 0-2           | 17 mar.       |
| 21 ott.     | 0-2         | Parma-Lazio         | 1-4           | 17 mar.       |
| 20 ott.     | 0-2         | Roma-SPAL           | 1-2           | 16 mar.       |
| 22 ott.     | 0-0         | Sampdoria-Sassuolo  | 5-3           | 16 mar.       |
| 20 ott.     | 0-3         | Udinese-Napoli      | 2-4           | 17 mar.       |

| andata (10ª) | andata (10ª) | 10ª giornata      | ritorno (29ª) | ritorno (29ª) |
|              |              |                   |               |               |
| 27 ott.      | 3-0          | Atalanta-Parma    | 3-1           | 31 mar.       |
| 28 ott.      | 2-1          | Cagliari-Chievo   | 3-0           | 29 mar.       |
| 27 ott.      | 1-2          | Empoli-Juventus   | 0-1           | 30 mar.       |
| 28 ott.      | 2-2          | Genoa-Udinese     | 0-2           | 30 mar.       |
| 29 ott.      | 0-3          | Lazio-Inter       | 1-0           | 31 mar.       |
| 28 ott.      | 3-2          | Milan-Sampdoria   | 0-1           | 30 mar.       |
| 28 ott.      | 1-1          | Napoli-Roma       | 4-1           | 31 mar.       |
| 28 ott.      | 2-2          | Sassuolo-Bologna  | 1-2           | 31 mar.       |
| 28 ott.      | 0-3          | SPAL-Frosinone    | 1-0           | 31 mar.       |
| 27 ott.      | 1-1          | Torino-Fiorentina | 1-1           | 31 mar.       |

| andata (9ª) | andata (9ª) | 9ª giornata         | ritorno (28ª) | ritorno (28ª) |
|             |             |                     |               |               |
| 21 ott.     | 2-2         | Bologna-Torino      | 3-2           | 16 mar.       |
| 21 ott.     | 1-5         | Chievo-Atalanta     | 1-1           | 17 mar.       |
| 21 ott.     | 1-1         | Fiorentina-Cagliari | 1-2           | 15 mar.       |
| 21 ott.     | 3-3         | Frosinone-Empoli    | 1-2           | 17 mar.       |
| 21 ott.     | 1-0         | Inter-Milan         | 3-2           | 17 mar.       |
| 20 ott.     | 1-1         | Juventus-Genoa      | 0-2           | 17 mar.       |
| 21 ott.     | 0-2         | Parma-Lazio         | 1-4           | 17 mar.       |
| 20 ott.     | 0-2         | Roma-SPAL           | 1-2           | 16 mar.       |
| 22 ott.     | 0-0         | Sampdoria-Sassuolo  | 5-3           | 16 mar.       |
| 20 ott.     | 0-3         | Udinese-Napoli      | 2-4           | 17 mar.       |

| andata (10ª) | andata (10ª) | 10ª giornata      | ritorno (29ª) | ritorno (29ª) |
|              |              |                   |               |               |
| 27 ott.      | 3-0          | Atalanta-Parma    | 3-1           | 31 mar.       |
| 28 ott.      | 2-1          | Cagliari-Chievo   | 3-0           | 29 mar.       |
| 27 ott.      | 1-2          | Empoli-Juventus   | 0-1           | 30 mar.       |
| 28 ott.      | 2-2          | Genoa-Udinese     | 0-2           | 30 mar.       |
| 29 ott.      | 0-3          | Lazio-Inter       | 1-0           | 31 mar.       |
| 28 ott.      | 3-2          | Milan-Sampdoria   | 0-1           | 30 mar.       |
| 28 ott.      | 1-1          | Napoli-Roma       | 4-1           | 31 mar.       |
| 28 ott.      | 2-2          | Sassuolo-Bologna  | 1-2           | 31 mar.       |
| 28 ott.      | 0-3          | SPAL-Frosinone    | 1-0           | 31 mar.       |
| 27 ott.      | 1-1          | Torino-Fiorentina | 1-1           | 31 mar.       |

| andata (11ª) | andata (11ª) | 11ª giornata      | ritorno (30ª) | ritorno (30ª) |
|              |              |                   |               |               |
| 4 nov.       | 1-2          | Bologna-Atalanta  | 1-4           | 4 apr.        |
| 4 nov.       | 0-2          | Chievo-Sassuolo   | 0-4           | 4 apr.        |
| 3 nov.       | 1-1          | Fiorentina-Roma   | 2-2           | 3 apr.        |
| 3 nov.       | 5-0          | Inter-Genoa       | 4-0           | 3 apr.        |
| 3 nov.       | 3-1          | Juventus-Cagliari | 2-0           | 2 apr.        |
| 4 nov.       | 4-1          | Lazio-SPAL        | 0-1           | 3 apr.        |
| 2 nov.       | 5-1          | Napoli-Empoli     | 1-2           | 3 apr.        |
| 4 nov.       | 0-0          | Parma-Frosinone   | 2-3           | 3 apr.        |
| 4 nov.       | 1-4          | Sampdoria-Torino  | 1-2           | 3 apr.        |
| 4 nov.       | 0-1          | Udinese-Milan     | 1-1           | 2 apr.        |

| andata (12ª) | andata (12ª) | 12ª giornata         | ritorno (31ª) | ritorno (31ª) |
|              |              |                      |               |               |
| 11 nov.      | 4-1          | Atalanta-Inter       | 0-0           | 7 apr.        |
| 11 nov.      | 2-2          | Chievo-Bologna       | 0-3           | 8 apr.        |
| 11 nov.      | 2-1          | Empoli-Udinese       | 2-3           | 7 apr.        |
| 9 nov.       | 1-1          | Frosinone-Fiorentina | 1-0           | 7 apr.        |
| 10 nov.      | 1-2          | Genoa-Napoli         | 1-1           | 7 apr.        |
| 11 nov.      | 0-2          | Milan-Juventus       | 1-2           | 6 apr.        |
| 11 nov.      | 4-1          | Roma-Sampdoria       | 1-0           | 6 apr.        |
| 11 nov.      | 1-1          | Sassuolo-Lazio       | 2-2           | 7 apr.        |
| 10 nov.      | 2-2          | SPAL-Cagliari        | 1-2           | 7 apr.        |
| 10 nov.      | 1-2          | Torino-Parma         | 0-0           | 6 apr.        |

| andata (11ª) | andata (11ª) | 11ª giornata      | ritorno (30ª) | ritorno (30ª) |
|              |              |                   |               |               |
| 4 nov.       | 1-2          | Bologna-Atalanta  | 1-4           | 4 apr.        |
| 4 nov.       | 0-2          | Chievo-Sassuolo   | 0-4           | 4 apr.        |
| 3 nov.       | 1-1          | Fiorentina-Roma   | 2-2           | 3 apr.        |
| 3 nov.       | 5-0          | Inter-Genoa       | 4-0           | 3 apr.        |
| 3 nov.       | 3-1          | Juventus-Cagliari | 2-0           | 2 apr.        |
| 4 nov.       | 4-1          | Lazio-SPAL        | 0-1           | 3 apr.        |
| 2 nov.       | 5-1          | Napoli-Empoli     | 1-2           | 3 apr.        |
| 4 nov.       | 0-0          | Parma-Frosinone   | 2-3           | 3 apr.        |
| 4 nov.       | 1-4          | Sampdoria-Torino  | 1-2           | 3 apr.        |
| 4 nov.       | 0-1          | Udinese-Milan     | 1-1           | 2 apr.        |

| andata (12ª) | andata (12ª) | 12ª giornata         | ritorno (31ª) | ritorno (31ª) |
|              |              |                      |               |               |
| 11 nov.      | 4-1          | Atalanta-Inter       | 0-0           | 7 apr.        |
| 11 nov.      | 2-2          | Chievo-Bologna       | 0-3           | 8 apr.        |
| 11 nov.      | 2-1          | Empoli-Udinese       | 2-3           | 7 apr.        |
| 9 nov.       | 1-1          | Frosinone-Fiorentina | 1-0           | 7 apr.        |
| 10 nov.      | 1-2          | Genoa-Napoli         | 1-1           | 7 apr.        |
| 11 nov.      | 0-2          | Milan-Juventus       | 1-2           | 6 apr.        |
| 11 nov.      | 4-1          | Roma-Sampdoria       | 1-0           | 6 apr.        |
| 11 nov.      | 1-1          | Sassuolo-Lazio       | 2-2           | 7 apr.        |
| 10 nov.      | 2-2          | SPAL-Cagliari        | 1-2           | 7 apr.        |
| 10 nov.      | 1-2          | Torino-Parma         | 0-0           | 6 apr.        |

| andata (13ª) | andata (13ª) | 13ª giornata       | ritorno (32ª) | ritorno (32ª) |
|              |              |                    |               |               |
| 25 nov.      | 0-0          | Bologna-Fiorentina | 0-0           | 14 apr.       |
| 26 nov.      | 0-0          | Cagliari-Torino    | 1-1           | 14 apr.       |
| 25 nov.      | 3-2          | Empoli-Atalanta    | 0-0           | 15 apr.       |
| 25 nov.      | 1-1          | Genoa-Sampdoria    | 0-2           | 14 apr.       |
| 24 nov.      | 3-0          | Inter-Frosinone    | 3-1           | 14 apr.       |
| 24 nov.      | 2-0          | Juventus-SPAL      | 1-2           | 13 apr.       |
| 25 nov.      | 1-1          | Lazio-Milan        | 0-1           | 13 apr.       |
| 25 nov.      | 0-0          | Napoli-Chievo      | 3-1           | 14 apr.       |
| 25 nov.      | 2-1          | Parma-Sassuolo     | 0-0           | 14 apr.       |
| 24 nov.      | 1-0          | Udinese-Roma       | 0-1           | 13 apr.       |

| andata (14ª) | andata (14ª) | 14ª giornata        | ritorno (33ª) | ritorno (33ª) |
|              |              |                     |               |               |
| 3 dic.       | 1-2          | Atalanta-Napoli     | 2-1           | 22 apr.       |
| 2 dic.       | 1-1          | Chievo-Lazio        | 2-1           | 20 apr.       |
| 1º dic.      | 0-3          | Fiorentina-Juventus | 1-2           | 20 apr.       |
| 2 dic.       | 1-1          | Frosinone-Cagliari  | 0-1           | 20 apr.       |
| 2 dic.       | 2-1          | Milan-Parma         | 1-1           | 20 apr.       |
| 2 dic.       | 2-2          | Roma-Inter          | 1-1           | 20 apr.       |
| 1º dic.      | 4-1          | Sampdoria-Bologna   | 0-3           | 20 apr.       |
| 2 dic.       | 0-0          | Sassuolo-Udinese    | 1-1           | 20 apr.       |
| 1º dic.      | 2-2          | SPAL-Empoli         | 4-2           | 20 apr.       |
| 2 dic.       | 2-1          | Torino-Genoa        | 1-0           | 20 apr.       |

| andata (13ª) | andata (13ª) | 13ª giornata       | ritorno (32ª) | ritorno (32ª) |
|              |              |                    |               |               |
| 25 nov.      | 0-0          | Bologna-Fiorentina | 0-0           | 14 apr.       |
| 26 nov.      | 0-0          | Cagliari-Torino    | 1-1           | 14 apr.       |
| 25 nov.      | 3-2          | Empoli-Atalanta    | 0-0           | 15 apr.       |
| 25 nov.      | 1-1          | Genoa-Sampdoria    | 0-2           | 14 apr.       |
| 24 nov.      | 3-0          | Inter-Frosinone    | 3-1           | 14 apr.       |
| 24 nov.      | 2-0          | Juventus-SPAL      | 1-2           | 13 apr.       |
| 25 nov.      | 1-1          | Lazio-Milan        | 0-1           | 13 apr.       |
| 25 nov.      | 0-0          | Napoli-Chievo      | 3-1           | 14 apr.       |
| 25 nov.      | 2-1          | Parma-Sassuolo     | 0-0           | 14 apr.       |
| 24 nov.      | 1-0          | Udinese-Roma       | 0-1           | 13 apr.       |

| andata (14ª) | andata (14ª) | 14ª giornata        | ritorno (33ª) | ritorno (33ª) |
|              |              |                     |               |               |
| 3 dic.       | 1-2          | Atalanta-Napoli     | 2-1           | 22 apr.       |
| 2 dic.       | 1-1          | Chievo-Lazio        | 2-1           | 20 apr.       |
| 1º dic.      | 0-3          | Fiorentina-Juventus | 1-2           | 20 apr.       |
| 2 dic.       | 1-1          | Frosinone-Cagliari  | 0-1           | 20 apr.       |
| 2 dic.       | 2-1          | Milan-Parma         | 1-1           | 20 apr.       |
| 2 dic.       | 2-2          | Roma-Inter          | 1-1           | 20 apr.       |
| 1º dic.      | 4-1          | Sampdoria-Bologna   | 0-3           | 20 apr.       |
| 2 dic.       | 0-0          | Sassuolo-Udinese    | 1-1           | 20 apr.       |
| 1º dic.      | 2-2          | SPAL-Empoli         | 4-2           | 20 apr.       |
| 2 dic.       | 2-1          | Torino-Genoa        | 1-0           | 20 apr.       |

| andata (15ª) | andata (15ª) | 15ª giornata        | ritorno (34ª) | ritorno (34ª) |
|              |              |                     |               |               |
| 8 dic.       | 2-2          | Cagliari-Roma       | 0-3           | 27 apr.       |
| 9 dic.       | 2-1          | Empoli-Bologna      | 1-3           | 27 apr.       |
| 9 dic.       | 1-1          | Genoa-SPAL          | 1-1           | 28 apr.       |
| 7 dic.       | 1-0          | Juventus-Inter      | 1-1           | 27 apr.       |
| 8 dic.       | 2-2          | Lazio-Sampdoria     | 2-1           | 28 apr.       |
| 9 dic.       | 0-0          | Milan-Torino        | 0-2           | 28 apr.       |
| 8 dic.       | 4-0          | Napoli-Frosinone    | 2-0           | 28 apr.       |
| 9 dic.       | 1-1          | Parma-Chievo        | 1-1           | 28 apr.       |
| 9 dic.       | 3-3          | Sassuolo-Fiorentina | 1-0           | 29 apr.       |
| 9 dic.       | 1-3          | Udinese-Atalanta    | 0-2           | 29 apr.       |

| andata (16ª) | andata (16ª) | 16ª giornata       | ritorno (35ª) | ritorno (35ª) |
|              |              |                    |               |               |
| 17 dic.      | 1-0          | Atalanta-Lazio     | 3-1           | 5 mag.        |
| 18 dic.      | 0-0          | Bologna-Milan      | 1-2           | 6 mag.        |
| 16 dic.      | 0-1          | Cagliari-Napoli    | 1-2           | 5 mag.        |
| 16 dic.      | 3-1          | Fiorentina-Empoli  | 0-1           | 5 mag.        |
| 16 dic.      | 0-2          | Frosinone-Sassuolo | 2-2           | 5 mag.        |
| 15 dic.      | 1-0          | Inter-Udinese      | 0-0           | 4 mag.        |
| 16 dic.      | 3-2          | Roma-Genoa         | 1-1           | 5 mag.        |
| 16 dic.      | 2-0          | Sampdoria-Parma    | 3-3           | 5 mag.        |
| 16 dic.      | 0-0          | SPAL-Chievo        | 4-0           | 4 mag.        |
| 15 dic.      | 0-1          | Torino-Juventus    | 1-1           | 3 mag.        |

| andata (15ª) | andata (15ª) | 15ª giornata        | ritorno (34ª) | ritorno (34ª) |
|              |              |                     |               |               |
| 8 dic.       | 2-2          | Cagliari-Roma       | 0-3           | 27 apr.       |
| 9 dic.       | 2-1          | Empoli-Bologna      | 1-3           | 27 apr.       |
| 9 dic.       | 1-1          | Genoa-SPAL          | 1-1           | 28 apr.       |
| 7 dic.       | 1-0          | Juventus-Inter      | 1-1           | 27 apr.       |
| 8 dic.       | 2-2          | Lazio-Sampdoria     | 2-1           | 28 apr.       |
| 9 dic.       | 0-0          | Milan-Torino        | 0-2           | 28 apr.       |
| 8 dic.       | 4-0          | Napoli-Frosinone    | 2-0           | 28 apr.       |
| 9 dic.       | 1-1          | Parma-Chievo        | 1-1           | 28 apr.       |
| 9 dic.       | 3-3          | Sassuolo-Fiorentina | 1-0           | 29 apr.       |
| 9 dic.       | 1-3          | Udinese-Atalanta    | 0-2           | 29 apr.       |

| andata (16ª) | andata (16ª) | 16ª giornata       | ritorno (35ª) | ritorno (35ª) |
|              |              |                    |               |               |
| 17 dic.      | 1-0          | Atalanta-Lazio     | 3-1           | 5 mag.        |
| 18 dic.      | 0-0          | Bologna-Milan      | 1-2           | 6 mag.        |
| 16 dic.      | 0-1          | Cagliari-Napoli    | 1-2           | 5 mag.        |
| 16 dic.      | 3-1          | Fiorentina-Empoli  | 0-1           | 5 mag.        |
| 16 dic.      | 0-2          | Frosinone-Sassuolo | 2-2           | 5 mag.        |
| 15 dic.      | 1-0          | Inter-Udinese      | 0-0           | 4 mag.        |
| 16 dic.      | 3-2          | Roma-Genoa         | 1-1           | 5 mag.        |
| 16 dic.      | 2-0          | Sampdoria-Parma    | 3-3           | 5 mag.        |
| 16 dic.      | 0-0          | SPAL-Chievo        | 4-0           | 4 mag.        |
| 15 dic.      | 0-1          | Torino-Juventus    | 1-1           | 3 mag.        |

| andata (17ª) | andata (17ª) | 17ª giornata      | ritorno (36ª) | ritorno (36ª) |
|              |              |                   |               |               |
| 22 dic.      | 1-1          | Chievo-Inter      | 0-2           | 13 mag.       |
| 22 dic.      | 2-4          | Empoli-Sampdoria  | 2-1           | 12 mag.       |
| 22 dic.      | 3-1          | Genoa-Atalanta    | 1-2           | 11 mag.       |
| 22 dic.      | 1-0          | Juventus-Roma     | 0-2           | 12 mag.       |
| 22 dic.      | 3-1          | Lazio-Cagliari    | 2-1           | 11 mag.       |
| 22 dic.      | 0-1          | Milan-Fiorentina  | 1-0           | 11 mag.       |
| 22 dic.      | 1-0          | Napoli-SPAL       | 2-1           | 12 mag.       |
| 22 dic.      | 0-0          | Parma-Bologna     | 1-4           | 13 mag.       |
| 22 dic.      | 1-1          | Sassuolo-Torino   | 2-3           | 12 mag.       |
| 22 dic.      | 1-1          | Udinese-Frosinone | 3-1           | 12 mag.       |

| andata (18ª) | andata (18ª) | 18ª giornata      | ritorno (37ª) | ritorno (37ª) |
|              |              |                   |               |               |
| 26 dic.      | 2-2          | Atalanta-Juventus | 1-1           | 19 mag.       |
| 26 dic.      | 0-2          | Bologna-Lazio     | 3-3           | 20 mag.       |
| 26 dic.      | 1-0          | Cagliari-Genoa    | 1-1           | 18 mag.       |
| 26 dic.      | 0-1          | Fiorentina-Parma  | 0-1           | 19 mag.       |
| 26 dic.      | 0-0          | Frosinone-Milan   | 0-2           | 19 mag.       |
| 26 dic.      | 1-0          | Inter-Napoli      | 1-4           | 19 mag.       |
| 26 dic.      | 3-1          | Roma-Sassuolo     | 0-0           | 18 mag.       |
| 26 dic.      | 2-0          | Sampdoria-Chievo  | 0-0           | 19 mag.       |
| 26 dic.      | 0-0          | SPAL-Udinese      | 2-3           | 18 mag.       |
| 26 dic.      | 3-0          | Torino-Empoli     | 1-4           | 19 mag.       |

| andata (17ª) | andata (17ª) | 17ª giornata      | ritorno (36ª) | ritorno (36ª) |
|              |              |                   |               |               |
| 22 dic.      | 1-1          | Chievo-Inter      | 0-2           | 13 mag.       |
| 22 dic.      | 2-4          | Empoli-Sampdoria  | 2-1           | 12 mag.       |
| 22 dic.      | 3-1          | Genoa-Atalanta    | 1-2           | 11 mag.       |
| 22 dic.      | 1-0          | Juventus-Roma     | 0-2           | 12 mag.       |
| 22 dic.      | 3-1          | Lazio-Cagliari    | 2-1           | 11 mag.       |
| 22 dic.      | 0-1          | Milan-Fiorentina  | 1-0           | 11 mag.       |
| 22 dic.      | 1-0          | Napoli-SPAL       | 2-1           | 12 mag.       |
| 22 dic.      | 0-0          | Parma-Bologna     | 1-4           | 13 mag.       |
| 22 dic.      | 1-1          | Sassuolo-Torino   | 2-3           | 12 mag.       |
| 22 dic.      | 1-1          | Udinese-Frosinone | 3-1           | 12 mag.       |

| andata (18ª) | andata (18ª) | 18ª giornata      | ritorno (37ª) | ritorno (37ª) |
|              |              |                   |               |               |
| 26 dic.      | 2-2          | Atalanta-Juventus | 1-1           | 19 mag.       |
| 26 dic.      | 0-2          | Bologna-Lazio     | 3-3           | 20 mag.       |
| 26 dic.      | 1-0          | Cagliari-Genoa    | 1-1           | 18 mag.       |
| 26 dic.      | 0-1          | Fiorentina-Parma  | 0-1           | 19 mag.       |
| 26 dic.      | 0-0          | Frosinone-Milan   | 0-2           | 19 mag.       |
| 26 dic.      | 1-0          | Inter-Napoli      | 1-4           | 19 mag.       |
| 26 dic.      | 3-1          | Roma-Sassuolo     | 0-0           | 18 mag.       |
| 26 dic.      | 2-0          | Sampdoria-Chievo  | 0-0           | 19 mag.       |
| 26 dic.      | 0-0          | SPAL-Udinese      | 2-3           | 18 mag.       |
| 26 dic.      | 3-0          | Torino-Empoli     | 1-4           | 19 mag.       |

| \| andata (19ª) \| andata (19ª) \| 19ª giornata \| ritorno (38ª) \| ritorno (38ª) \| \| \| \| \| \| \| \| 29 dic. \| 1-0 \| Chievo-Frosinone \| 0-0 \| 25 mag. \| \| 29 dic. \| 0-1 \| Empoli-Inter \| 1-2 \| 26 mag. \| \| 29 dic. \| 0-0 \| Genoa-Fiorentina \| 0-0 \| 26 mag. \| \| 29 dic. \| 2-1 \| Juventus-Sampdoria \| 0-2 \| 26 mag. \| \| 29 dic. \| 1-1 \| Lazio-Torino \| 1-3 \| 26 mag. \| \| 29 dic. \| 2-1 \| Milan-SPAL \| 3-2 \| 26 mag. \| \| 29 dic. \| 3-2 \| Napoli-Bologna \| 2-3 \| 25 mag. \| \| 29 dic. \| 0-2 \| Parma-Roma \| 1-2 \| 26 mag. \| \| 29 dic. \| 2-6 \| Sassuolo-Atalanta \| 1-3 \| 26 mag. \| \| 29 dic. \| 2-0 \| Udinese-Cagliari \| 2-1 \| 26 mag. \| |              |                    |               |               |
| andata (19ª) | andata (19ª) | 19ª giornata       | ritorno (38ª) | ritorno (38ª) |
| |              |                    |               |               |
| 29 dic. | 1-0          | Chievo-Frosinone   | 0-0           | 25 mag.       |
| 29 dic. | 0-1          | Empoli-Inter       | 1-2           | 26 mag.       |
| 29 dic. | 0-0          | Genoa-Fiorentina   | 0-0           | 26 mag.       |
| 29 dic. | 2-1          | Juventus-Sampdoria | 0-2           | 26 mag.       |
| 29 dic. | 1-1          | Lazio-Torino       | 1-3           | 26 mag.       |
| 29 dic. | 2-1          | Milan-SPAL         | 3-2           | 26 mag.       |
| 29 dic. | 3-2          | Napoli-Bologna     | 2-3           | 25 mag.       |
| 29 dic. | 0-2          | Parma-Roma         | 1-2           | 26 mag.       |
| 29 dic. | 2-6          | Sassuolo-Atalanta  | 1-3           | 26 mag.       |
| 29 dic. | 2-0          | Udinese-Cagliari   | 2-1           | 26 mag.       |

| andata (19ª) | andata (19ª) | 19ª giornata       | ritorno (38ª) | ritorno (38ª) |
|              |              |                    |               |               |
| 29 dic.      | 1-0          | Chievo-Frosinone   | 0-0           | 25 mag.       |
| 29 dic.      | 0-1          | Empoli-Inter       | 1-2           | 26 mag.       |
| 29 dic.      | 0-0          | Genoa-Fiorentina   | 0-0           | 26 mag.       |
| 29 dic.      | 2-1          | Juventus-Sampdoria | 0-2           | 26 mag.       |
| 29 dic.      | 1-1          | Lazio-Torino       | 1-3           | 26 mag.       |
| 29 dic.      | 2-1          | Milan-SPAL         | 3-2           | 26 mag.       |
| 29 dic.      | 3-2          | Napoli-Bologna     | 2-3           | 25 mag.       |
| 29 dic.      | 0-2          | Parma-Roma         | 1-2           | 26 mag.       |
| 29 dic.      | 2-6          | Sassuolo-Atalanta  | 1-3           | 26 mag.       |
| 29 dic.      | 2-0          | Udinese-Cagliari   | 2-1           | 26 mag.       |

## Statistiche

### Squadre

#### Capoliste solitarie
|    | —— | ——       | —— | —— | —— | —— | —— | —— | ——  | ——  | ——  | ——  | ——  | ——  | ——  | ——  | ——  | ——  | ——  | ——  | ——  | ——  | ——  | ——  | ——  | ——  | ——  | ——  | ——  | ——  | ——  | ——  | ——  | ——  | ——  | ——  | ——  | —— |  |
|    |    | Juventus |    |    |    |    |    |    |     |     |     |     |     |     |     |     |     |     |     |     |     |     |     |     |     |     |     |     |     |     |     |     |     |     |     |     |     |    |  |
|    |    |          |    |    |    |    |    |    |     |     |     |     |     |     |     |     |     |     |     |     |     |     |     |     |     |     |     |     |     |     |     |     |     |     |     |     |     |    |  |
|    |    |          |    |    |    |    |    |    |     |     |     |     |     |     |     |     |     |     |     |     |     |     |     |     |     |     |     |     |     |     |     |     |     |     |     |     |     |    |  |
| 1ª | 2ª | 3ª       | 4ª | 5ª | 6ª | 7ª | 8ª | 9ª | 10ª | 11ª | 12ª | 13ª | 14ª | 15ª | 16ª | 17ª | 18ª | 19ª | 20ª | 21ª | 22ª | 23ª | 24ª | 25ª | 26ª | 27ª | 28ª | 29ª | 30ª | 31ª | 32ª | 33ª | 34ª | 35ª | 36ª | 37ª | 38ª |    |  |

#### Classifica in divenire
|            | 1ª | 2ª | 3ª | 4ª | 5ª | 6ª | 7ª | 8ª | 9ª | 10ª | 11ª | 12ª | 13ª | 14ª | 15ª | 16ª | 17ª | 18ª | 19ª | 20ª | 21ª | 22ª | 23ª | 24ª | 25ª | 26ª | 27ª | 28ª | 29ª | 30ª | 31ª | 32ª | 33ª | 34ª | 35ª | 36ª | 37ª | 38ª |
|            |    |    |    |    |    |    |    |    |    |     |     |     |     |     |     |     |     |     |     |     |     |     |     |     |     |     |     |     |     |     |     |     |     |     |     |     |     |     |
| ---------- | -- | -- | -- | -- | -- | -- | -- | -- | -- | --- | --- | --- | --- | --- | --- | --- | --- | --- | --- | --- | --- | --- | --- | --- | --- | --- | --- | --- | --- | --- | --- | --- | --- | --- | --- | --- | --- | --- |
| Atalanta   | 3  | 4  | 4  | 4  | 5  | 6  | 6  | 6  | 9  | 12  | 15  | 18  | 18  | 18  | 21  | 24  | 24  | 25  | 28  | 31  | 32  | 35  | 38  | 38  | 38  | 41  | 44  | 45  | 48  | 51  | 52  | 53  | 56  | 59  | 62  | 65  | 66  | 69  |
| Bologna    | 0  | 1  | 1  | 1  | 4  | 4  | 7  | 7  | 8  | 9   | 9   | 10  | 11  | 11  | 11  | 12  | 13  | 13  | 13  | 14  | 14  | 17  | 18  | 18  | 18  | 18  | 21  | 24  | 27  | 27  | 30  | 31  | 34  | 37  | 37  | 40  | 41  | 44  |
| Cagliari   | 0  | 1  | 4  | 5  | 5  | 6  | 6  | 9  | 10 | 13  | 13  | 14  | 15  | 16  | 17  | 17  | 17  | 20  | 20  | 21  | 21  | 21  | 21  | 24  | 24  | 27  | 27  | 30  | 33  | 33  | 36  | 37  | 40  | 40  | 40  | 40  | 41  | 41  |
| Chievo     | -3 | -3 | -2 | -1 | -1 | -1 | -1 | -1 | -1 | -1  | -1  | 0   | 1   | 2   | 3   | 4   | 5   | 5   | 8   | 8   | 8   | 9   | 9   | 9   | 10  | 10  | 10  | 11  | 11  | 11  | 11  | 11  | 14  | 15  | 15  | 15  | 16  | 17  |
| Empoli     | 3  | 3  | 4  | 4  | 4  | 5  | 5  | 5  | 6  | 6   | 6   | 9   | 12  | 13  | 16  | 16  | 16  | 16  | 16  | 17  | 17  | 18  | 18  | 21  | 21  | 22  | 22  | 25  | 25  | 28  | 28  | 29  | 29  | 29  | 32  | 35  | 38  | 38  |
| Fiorentina | 1  | 4  | 7  | 7  | 10 | 10 | 13 | 13 | 14 | 15  | 16  | 17  | 18  | 18  | 19  | 22  | 25  | 25  | 26  | 27  | 30  | 31  | 32  | 35  | 36  | 36  | 37  | 37  | 38  | 39  | 39  | 40  | 40  | 40  | 40  | 40  | 40  | 41  |
| Frosinone  | 0  | 1  | 1  | 1  | 1  | 1  | 1  | 1  | 2  | 5   | 6   | 7   | 7   | 8   | 8   | 8   | 9   | 10  | 10  | 10  | 13  | 13  | 16  | 16  | 16  | 17  | 17  | 17  | 17  | 20  | 23  | 23  | 23  | 23  | 24  | 24  | 24  | 25  |
| Genoa      | 0  | 3  | 3  | 6  | 6  | 9  | 12 | 12 | 13 | 14  | 14  | 14  | 15  | 15  | 16  | 16  | 19  | 19  | 20  | 20  | 23  | 24  | 25  | 28  | 29  | 30  | 30  | 33  | 33  | 33  | 34  | 34  | 34  | 35  | 36  | 36  | 37  | 38  |
| Inter      | 0  | 1  | 4  | 4  | 7  | 10 | 13 | 16 | 19 | 22  | 25  | 25  | 28  | 29  | 29  | 32  | 33  | 36  | 39  | 40  | 40  | 40  | 43  | 46  | 47  | 47  | 50  | 53  | 53  | 56  | 57  | 60  | 61  | 62  | 63  | 66  | 66  | 69  |
| Juventus   | 3  | 6  | 9  | 12 | 15 | 18 | 21 | 24 | 25 | 28  | 31  | 34  | 37  | 40  | 43  | 46  | 49  | 50  | 53  | 56  | 59  | 60  | 63  | 66  | 69  | 72  | 75  | 75  | 78  | 81  | 84  | 84  | 87  | 88  | 89  | 89  | 90  | 90  |
| Lazio      | 0  | 0  | 3  | 6  | 9  | 12 | 12 | 15 | 18 | 18  | 21  | 22  | 23  | 24  | 25  | 25  | 28  | 31  | 32  | 32  | 32  | 35  | 38  | 38  | 41  | 44  | 45  | 48  | 51  | 51  | 52  | 52  | 52  | 55  | 55  | 58  | 59  | 59  |
| Milan      | 3  | 3  | 6  | 7  | 8  | 9  | 12 | 15 | 15 | 18  | 21  | 21  | 22  | 25  | 26  | 27  | 27  | 28  | 31  | 34  | 35  | 36  | 39  | 42  | 45  | 48  | 51  | 51  | 51  | 52  | 52  | 55  | 56  | 56  | 59  | 62  | 65  | 68  |
| Napoli     | 3  | 6  | 6  | 9  | 12 | 15 | 15 | 18 | 21 | 22  | 25  | 28  | 29  | 32  | 35  | 38  | 41  | 41  | 44  | 47  | 48  | 51  | 52  | 53  | 56  | 56  | 57  | 60  | 63  | 63  | 64  | 67  | 67  | 70  | 73  | 76  | 79  | 79  |
| Parma      | 1  | 1  | 1  | 4  | 7  | 7  | 10 | 13 | 13 | 13  | 14  | 17  | 20  | 20  | 21  | 21  | 22  | 25  | 25  | 28  | 28  | 29  | 29  | 29  | 29  | 30  | 33  | 33  | 33  | 33  | 34  | 35  | 36  | 37  | 38  | 38  | 41  | 41  |
| Roma       | 3  | 4  | 4  | 5  | 5  | 8  | 11 | 14 | 14 | 15  | 16  | 19  | 19  | 20  | 21  | 24  | 24  | 27  | 30  | 33  | 34  | 35  | 38  | 41  | 44  | 44  | 47  | 47  | 47  | 48  | 51  | 54  | 55  | 58  | 59  | 62  | 63  | 66  |
| Sampdoria  | 1  | 1  | 4  | 7  | 7  | 8  | 11 | 14 | 15 | 15  | 15  | 15  | 16  | 19  | 20  | 23  | 26  | 29  | 29  | 30  | 33  | 33  | 33  | 33  | 36  | 39  | 39  | 42  | 45  | 45  | 45  | 48  | 48  | 48  | 49  | 49  | 50  | 53  |
| Sassuolo   | 3  | 4  | 7  | 7  | 10 | 13 | 13 | 13 | 14 | 15  | 18  | 19  | 19  | 20  | 21  | 24  | 25  | 25  | 25  | 26  | 29  | 30  | 30  | 30  | 31  | 31  | 32  | 32  | 32  | 35  | 36  | 37  | 38  | 41  | 42  | 42  | 43  | 43  |
| SPAL       | 3  | 6  | 6  | 9  | 9  | 9  | 9  | 9  | 12 | 12  | 12  | 13  | 13  | 14  | 15  | 16  | 16  | 17  | 17  | 18  | 21  | 22  | 22  | 22  | 23  | 23  | 23  | 26  | 29  | 32  | 32  | 35  | 38  | 39  | 42  | 42  | 42  | 42  |
| Torino     | 0  | 1  | 4  | 5  | 5  | 6  | 9  | 12 | 13 | 14  | 17  | 17  | 18  | 21  | 22  | 22  | 23  | 26  | 27  | 27  | 30  | 31  | 34  | 35  | 38  | 41  | 44  | 44  | 45  | 48  | 49  | 50  | 53  | 56  | 57  | 60  | 60  | 63  |
| Udinese    | 1  | 4  | 4  | 5  | 8  | 8  | 8  | 8  | 8  | 9   | 9   | 9   | 12  | 13  | 13  | 13  | 14  | 15  | 18  | 18  | 18  | 19  | 19  | 22  | 22  | 25  | 25  | 25  | 28  | 29  | 32  | 32  | 33  | 33  | 34  | 37  | 40  | 43  |

#### Classifiche di rendimento

##### Rendimento andata-ritorno
| Andata     | Andata | Ritorno    | Ritorno |
|            |        |            |         |
| Juventus   | 53     | Atalanta   | 41      |
| Napoli     | 44     | Juventus   | 37      |
| Inter      | 39     | Milan      | 37      |
| Lazio      | 32     | Torino     | 36      |
| Milan      | 31     | Roma       | 36      |
| Roma       | 30     | Napoli     | 35      |
| Sampdoria  | 29     | Bologna    | 31      |
| Atalanta   | 28     | Inter      | 30      |
| Torino     | 27     | Lazio      | 27      |
| Fiorentina | 26     | SPAL       | 25      |
| Sassuolo   | 25     | Udinese    | 25      |
| Parma      | 25     | Sampdoria  | 24      |
| Cagliari   | 20     | Empoli     | 22      |
| Genoa      | 20     | Cagliari   | 21      |
| Udinese    | 18     | Sassuolo   | 18      |
| SPAL       | 17     | Genoa      | 18      |
| Empoli     | 16     | Parma      | 16      |
| Bologna    | 13     | Frosinone  | 15      |
| Frosinone  | 10     | Fiorentina | 15      |
| Chievo     | 8 (-3) | Chievo     | 9       |

##### Rendimento casa-trasferta
| Casa       | Casa | Trasferta  | Trasferta |
|            |      |            |           |
| Juventus   | 49   | Juventus   | 41        |
| Napoli     | 43   | Napoli     | 36        |
| Roma       | 41   | Atalanta   | 34        |
| Milan      | 40   | Inter      | 31        |
| Torino     | 38   | Milan      | 28        |
| Inter      | 38   | Lazio      | 27        |
| Atalanta   | 35   | Torino     | 25        |
| Lazio      | 32   | Roma       | 25        |
| Sampdoria  | 32   | Sampdoria  | 21        |
| Bologna    | 31   | SPAL       | 20        |
| Cagliari   | 30   | Parma      | 19        |
| Empoli     | 30   | Sassuolo   | 18        |
| Udinese    | 29   | Fiorentina | 17        |
| Genoa      | 26   | Frosinone  | 16        |
| Sassuolo   | 25   | Udinese    | 14        |
| Fiorentina | 24   | Bologna    | 13        |
| SPAL       | 22   | Genoa      | 12        |
| Parma      | 22   | Cagliari   | 11        |
| Chievo     | 10   | Chievo     | 10        |
| Frosinone  | 9    | Empoli     | 8         |

#### Primati stagionali
Squadre
- Maggior numero di vittorie: Juventus (28)
- Maggior numero di pareggi: Fiorentina (17)
- Maggior numero di sconfitte: Frosinone (23)
- Minor numero di vittorie: Chievo (2)
- Minor numero di pareggi: Juventus (6)
- Minor numero di sconfitte: Juventus (4)
- Miglior attacco: Atalanta (77 gol fatti)
- Peggior attacco: Chievo (25 gol fatti)
- Miglior difesa: Juventus (30 gol subiti)
- Peggior difesa: Chievo (75 gol subiti)
- Miglior differenza reti: Juventus (+40)
- Peggior differenza reti: Chievo (−50)
- Miglior serie positiva: Juventus (27, 1ª-27ª)
- Peggior serie negativa: Chievo (7, 5ª-11ª)
- Maggior numero di vittorie consecutive: Juventus (8, 1ª-8ª; 10ª-17ª)

Partite
- Più gol (8):

Sassuolo-Genoa 5-3;
Sassuolo-Atalanta 2-6;
Sassuolo-Sampdoria 3-5 (8)
- Maggior scarto di gol: Fiorentina-Chievo 6-1, Frosinone-Sampdoria 0-5, Inter-Genoa 5-0 e Frosinone-Atalanta 0-5 (5)
- Maggior numero di reti in una giornata: 42 (28ª giornata)
- Minor numero di reti in una giornata: 17 (16ª e 32ª giornata)
- Maggior numero di espulsioni in una giornata: 7 (15ª e 35ª giornata)

Record
- In occasione dell'incontro della 30ª giornata tra Frosinone e Parma, il calciatore giallazzurro Daniel Ciofani ha realizzato la rete più tardiva della storia della Serie A, al minuto 90+13'.

### Individuali

#### Classifica marcatori
| Gol | Rigori |  | Giocatore           | Squadra               |
| --- | ------ |  | ------------------- | --------------------- |
| 26  | 9      |  | Fabio Quagliarella  | Sampdoria             |
| 23  | 1      |  | Duván Zapata        | Atalanta              |
| 22  | 2      |  | Krzysztof Piątek    | Genoa (13), Milan (9) |
| 21  | 5      |  | Cristiano Ronaldo   | Juventus              |
| 17  |        |  | Arkadiusz Milik     | Napoli                |
| 16  |        |  | Leonardo Pavoletti  | Cagliari              |
| 16  | 1      |  | Dries Mertens       | Napoli                |
| 16  | 3      |  | Francesco Caputo    | Empoli                |
| 16  | 6      |  | Andrea Petagna      | SPAL                  |
| 15  | 4      |  | Ciro Immobile       | Lazio                 |
| 15  | 5      |  | Andrea Belotti      | Torino                |
| 12  |        |  | Josip Iličić        | Atalanta              |
| 11  |        |  | Gervinho            | Parma                 |
| 11  |        |  | Stephan El Shaarawy | Roma                  |
| 11  |        |  | Grégoire Defrel     | Sampdoria             |
| 11  | 5      |  | Mauro Icardi        | Inter                 |

#### Premi individuali della Lega Serie A
| Premio                 | Giocatore               | Squadra   |
| ---------------------- | ----------------------- | --------- |
| Miglior portiere       | Samir Handanovič        | Inter     |
| Miglior difensore      | Kalidou Koulibaly       | Napoli    |
| Miglior centrocampista | Sergej Milinković-Savić | Lazio     |
| Miglior attaccante     | Fabio Quagliarella      | Sampdoria |
| Miglior giovane        | Nicolò Zaniolo          | Roma      |
| Miglior giocatore      | Cristiano Ronaldo       | Juventus  |